# Nychiodes osthelderi
Nychiodes osthelderi là một loài bướm đêm trong họ Geometridae.